# Путятин, Суморок
Суморок (Никита) Путятин — дворянин и дьяк на дипломатической службе у Московских князей Ивана III и Василия III.
Один из первых представителей дворянского рода Путятиных. Отец дьяка Григория Путятина, также выполнявшего ответственные дипломатические поручения.
В 1501 году встречал польского посла в Дорогомилове. С тех пор выполнял различные поручения по приёму послов в Москве. Дьяком пишется начиная с 1507 года. В 1510 году во время похода Василия III на Новгород и Псков, находился при государе. В числе других дьяков был послан с войском из Новгорода в Псков. В 1512 году при походе Василия III на Смоленск вновь был в свите. В 1515 году сопровождал послов германского императора Максимилиана из Москвы в Новгород. В 1518 году из-за отлучки Василия III в Волочёк вместе с дьяком Фёдором Карповым принимал в Москве посла от магистра Тевтонского ордена Альбрехта и слушал его речи. Производил перепись Гороховской волости.